# I Was Born to Love You (bài hát)
"I Was Born To Love You" là một bài hát do Freddie Mercury sáng tác và biểu diễn vào năm 1985. Bài hát có trong album Mr. Bad Guy. Sau cái chết của Mercury, ban nhạc Queen đã thu âm bài này cho album của họ Made in Heaven làm năm 1995.

## Thông tin thêm
Phiên bản ban đầu của bài hát đã được sử dụng trong bộ phim truyền hình "Pride" của Nhật Bản trên kênh truyền hình Fuji vào năm 2004 có diễn viên là Kimura Takuya và Yūko Takeuchi. Những bài hát khác của Queen cũng có trong vở kịch này.

## Lời bài hát
Lời bài hát có đoạn:
...I was born to love you
With every single beat of my heart
Yes, I was born to take care of you
Every single day of my life
I wanna love you
I love every little thing about you
I wanna love you, love you, love you... 